# Batalla de Montjuic (1705)
La batalla de Montjuic fue un enfrentamiento armado de la guerra de sucesión española en 1705. La batalla fue ganada por las tropas fieles al archiduque Carlos de Austria, quienes inmediatamente después asediaron y tomaron la ciudad de Barcelona.

## Antecedentes
El 27 de mayo de 1704 se produjo un primer intento de desembarco aliado en Barcelona, con Jorge de Darmstadt al frente de 20 barcos ingleses y 18 neerlandeses, pero la prevista sublevación austracista de la ciudad condal no se produjo por lo que los alrededor de 2000 soldados desembarcados tuvieron que volver y la flota angloholandesa abandonó las aguas de Barcelona el 31 de mayo. En su viaje de vuelta a Lisboa la flota conquistó Gibraltar.
Un año después, el 20 de junio de 1705, se firmaba el pacto de Génova. Se trataba de una alianza política y militar entre Inglaterra y un grupo de propietarios y nobles catalanes austracistas (denominados vigatans) en representación del Principado de Cataluña. Según los términos del acuerdo, Inglaterra desembarcaría tropas militares en Cataluña, que unidas a las fuerzas catalanas lucharían en favor del pretendiente al trono español Carlos de Austria contra los ejércitos de Felipe V, comprometiéndose asimismo a mantener las leyes e instituciones propias catalanas.
Los vigatans cumplieron su parte del pacto y desde la Plana de Vich, que ya controlaban desde la primavera, fueron extendiendo la rebelión en favor del Archiduque por las comarcas vecinas del interior del Principado. Lo mismo hizo la familia Nebot de Riudoms desde el Campo de Tarragona, así como Antoni Desvalls, Marqués de Poal, desde las comarcas de Lérida, y Joan Esteve y el doctor Francesc Carreu, desde Seo de Urgel. Los sublevados iban vestidos con distintivos imperiales y a principios de octubre de 1705 se habían adueñado prácticamente de todo el Principado, excepto de Barcelona donde seguía dominando la situación el virrey felipista Francisco Antonio Fernández de Velasco y Tovar.
Por su parte el archiduque Carlos, en cumplimiento de lo acordado en Génova, embarcó en Lisboa rumbo a Cataluña. La flota aliada estaba compuesta por 180 barcos, 9000 soldados ingleses, neerlandeses y austríacos y 800 caballos bajo las órdenes del conde de Peterborough, el neerlandés Shrattenbach y Jorge de Darmstadt. Cuando llegó a la altura de Alicante intentó tomarla y la ciudad fue  bombardeada el 3 de agosto. El 17 de agosto se detenía en Altea donde el archiduque fue proclamado Rey, extendiéndose la revuelta austracista valenciana de los maulets liderada por Juan Bautista Basset y Ramos. 
La flota llegó a Barcelona el 22 de agosto de 1705 cuando estaba en pleno apogeo la revuelta austracista. Pocos días después desembarcaban unos 17 000 soldados aliados y comenzó el sitio de Barcelona, al que se sumaron los vigatans, que por otro lado tomaron represalias contra felipistas que vivían fuera de la ciudad y contra casas de jesuitas, que apoyaban a Felipe V.

## La batalla
Jorge de Darmstadt dirigió el ataque para tomar la fortaleza de Barcelona la noche del 13 al 14 de septiembre con la aproximación sigilosa de tres columnas: la primera compuesta por 400 granaderos ingleses e irlandeses; la segunda por 400 mosqueteros ingleses, 100 neerlandeses y 100 catalanes; y la tercera con 300 dragones y 1000 soldados ingleses. Otros 1000 catalanes con Antonio de Peguera bajo las órdenes de James Stanhope cerraron el paso a la guarnición de Barcelona en caso de querer reforzar la fortaleza.
El asalto perdió el factor sorpresa y los defensores rechazaron el primer ataque. De la ciudad salieron 400 granaderos a caballo en defensa de la guarnición y Jorge de Darmstadt murió en el combate con estas tropas, mientras que 300 aliados eran capturados. Sin embargo, los aliados se reagruparon y fueron dirigidos por el propio conde de Peterborough, quien contaba con más de 1000 catalanes. El día 14, el conde de Peterborough conquistó las defensas exteriores del castillo, que cayó los días posteriores.

## Consecuencias
La fortaleza de Montjuic se usó para bombardear la ciudad de Barcelona, que rodeada por las tropas aliadas, se rindió el 9 de octubre y el virrey de Cataluña Francisco Antonio Fernández de Velasco y Tovar, conde de Melgar, firmó la rendición el 9 de octubre de 1705. Es entonces cuando la ciudad se rebeló contra Velasco y para calmar la revuelta, el 22 de octubre entró en Barcelona el archiduque Carlos de Austria, quien el 7 de noviembre de 1705 juró las constituciones catalanas y fue coronado.
La ofensiva aliada para ocupar los territorios de la Corona de Aragón se mantuvo y Valencia no cayó en manos aliadas hasta finales de diciembre, y el castillo de Alicante aguantó hasta 1706.